# Kimberling City
Kimberling City é uma cidade localizada no estado americano de Missouri, no Condado de Stone.

## Demografia
Segundo o censo americano de 2000, a sua população era de 2253 habitantes.
Em 2006, foi estimada uma população de 2540, um aumento de 287 (12.7%).

## Geografia
De acordo com o United States Census Bureau tem uma área de
9,9 km², dos quais 8,7 km² cobertos por terra e 1,2 km² cobertos por água.

## Localidades na vizinhança
O diagrama seguinte representa as localidades num raio de 12 km ao redor de Kimberling City.